# Sla
Sla of latuw (Lactuca sativa) is een eenjarige plant uit de composietenfamilie (Asteraceae). Zij wordt gecultiveerd in vele verschillende variëteiten waarvan sommige een krop vormen en andere niet. De bladgroente wordt overwegend rauw gegeten maar kan ook worden gekookt. 

## Geschiedenis
De vermoedelijke wilde stamouder van de sla is kompassla (Lactuca serriola). Circa zesduizend jaar geleden groeide in de Kaukasus de eerste gecultiveerde variant.
In het Oude Egypte werd de plant aanvankelijk gekweekt vanwege de olierijke zaden; door plantenveredeling evolueerde dit tot variëteiten waarvan de bladeren of de stengels werden gegeten. 
In de Romeinse tijd werd sla nog gekookt omdat ze nog niet mals genoeg was. 

## Teelt
Wanneer sla niet op tijd wordt geoogst, gaat de stengel verlengen (doorschieten), in bloei komen en zaadjes met vruchtpluis produceren. Verder kan het blad al of geen anthocyaan bevatten, waardoor zowel rode als groene slatypes bestaan.
Onder slaplanten komt de plantenziekte nerfrot voor. Deze ziekte uit zich in de nerf van de sla. Nerfrot wordt veroorzaakt door bacteriën van het geslacht Pseudomonas.
Romeinse sla en ijsbergsla zijn langer houdbaar als tijdens de groei een kwart minder water gegeven wordt. Dit is niet alleen kostenbesparend voor de teler en goed voor het milieu, het zorgt ook voor een langere houdbaarheid van de groente: de randen worden minder snel bruin na het snijden, terwijl de microbiologische kwaliteit behouden blijft.

## Variëteiten
De volgende typen sla worden nu geteeld:
- L. sativa var. capitata: omvat de traditionele kropsla of botersla, en ijsbergsla (ijssla), met gladdere, compacte kroppen.

De botersla verdween enige tijd steeds meer uit de winkels ten gunste van de ijsbergsla die veel beter houdbaar is (zowel in de winkel als in de koelkast), maar de ijsbergsla is wat koolachtiger. Inmiddels maakt de botersla weer zijn rentree.
- bindsla of Romeinse sla (L. sativa var. longifolia)
- stengelsla (L .sativa var. asparagina, augustana of angustata), gekweekt voor de stengels en vooral populair in de Chinese keuken
- krulsla (L. sativa var. crispa), met rassen zoals de (lollo rosso en lollo bionda)
- kluitsla
- pluksla
- snijsla
- eikenbladsla

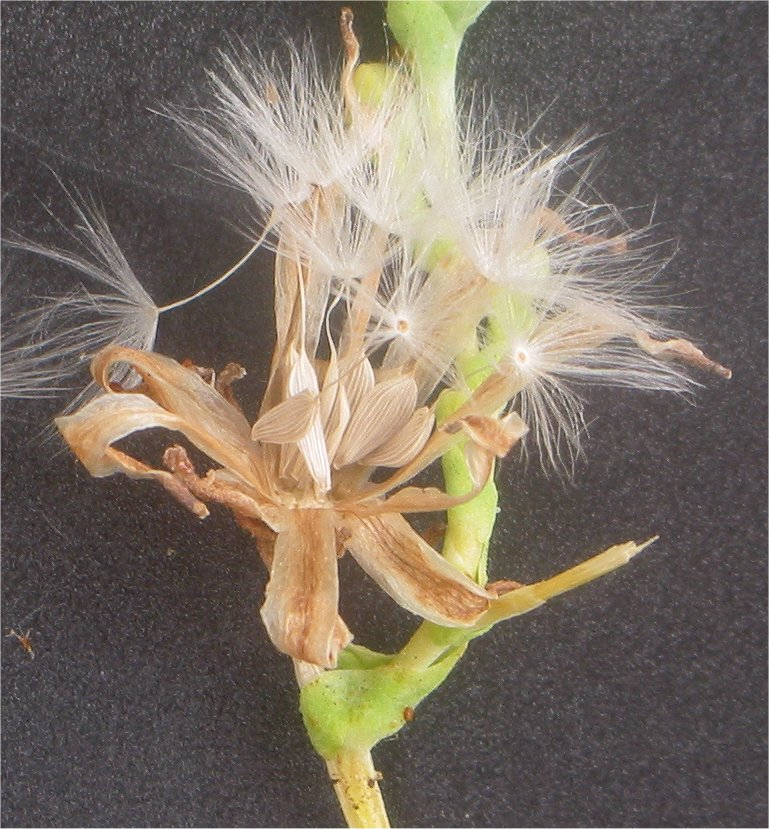
Vruchten van botersla
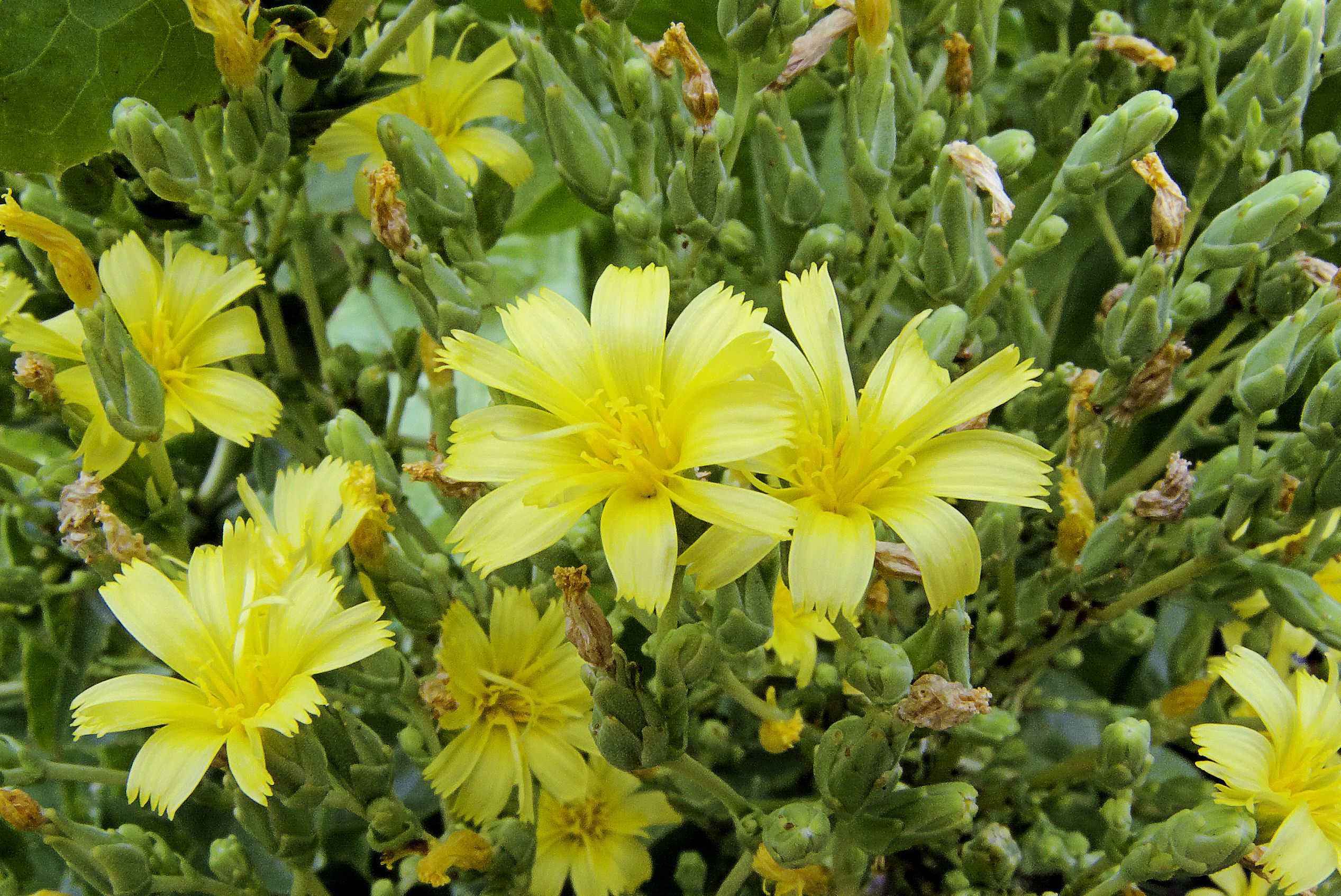
Bloeiende botersla
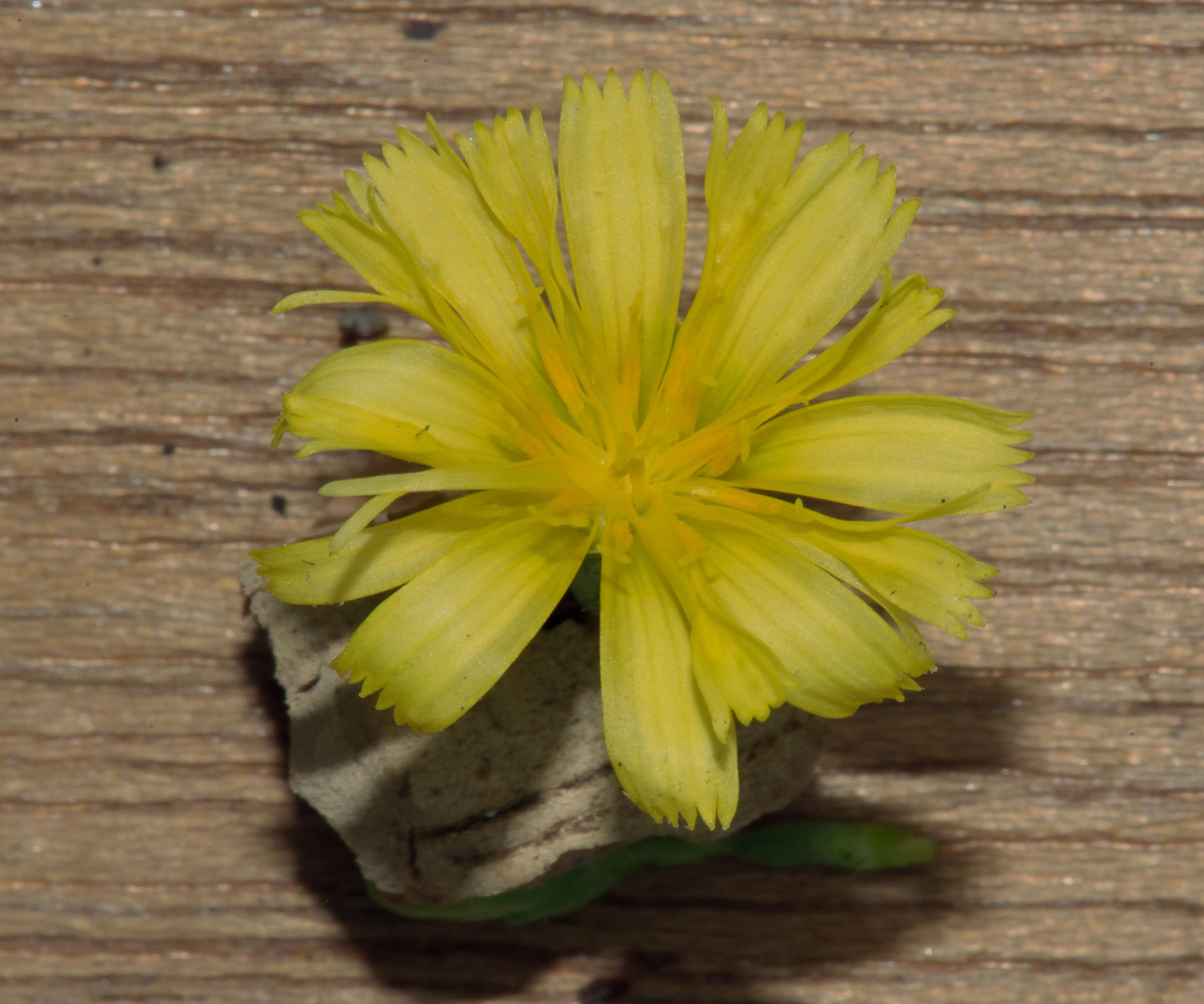
Bloem botersla 'Mathilde'
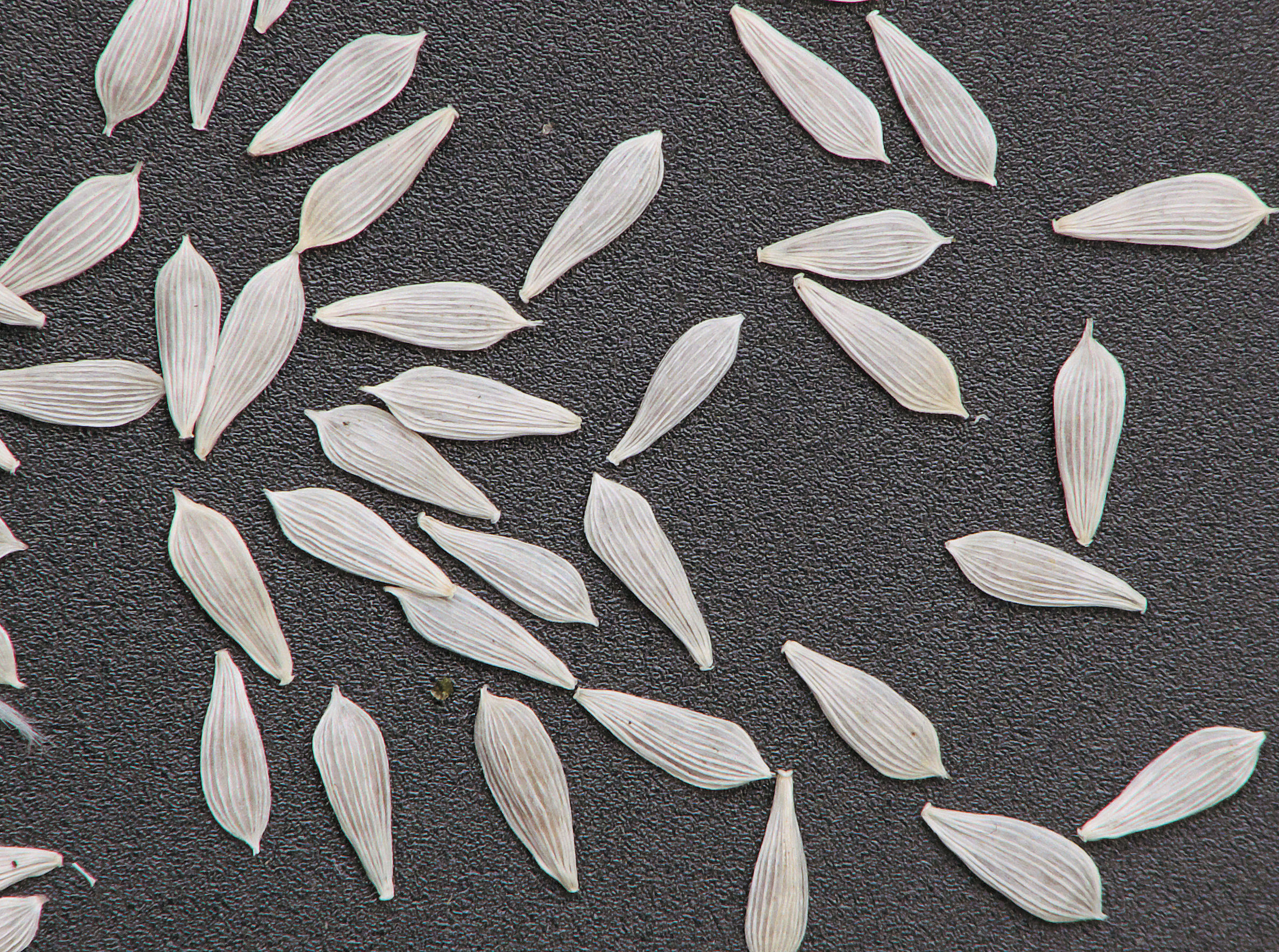
Botersla 'Mathilde' zaden, 4,5 mm lang
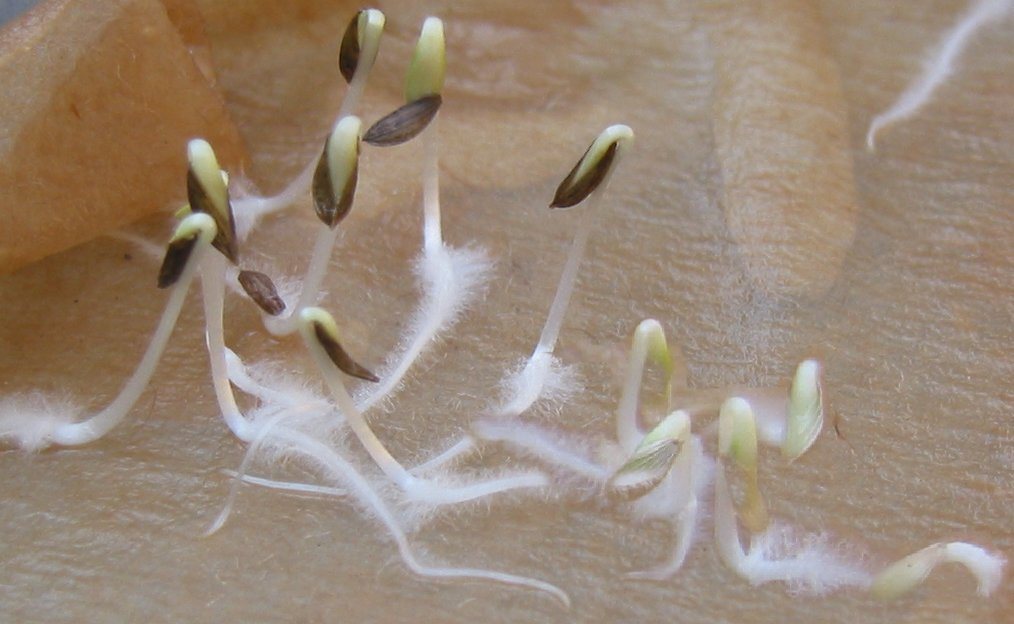
Kiemplantjes; ijssla (donkere zaden), kropsla (lichte zaden)
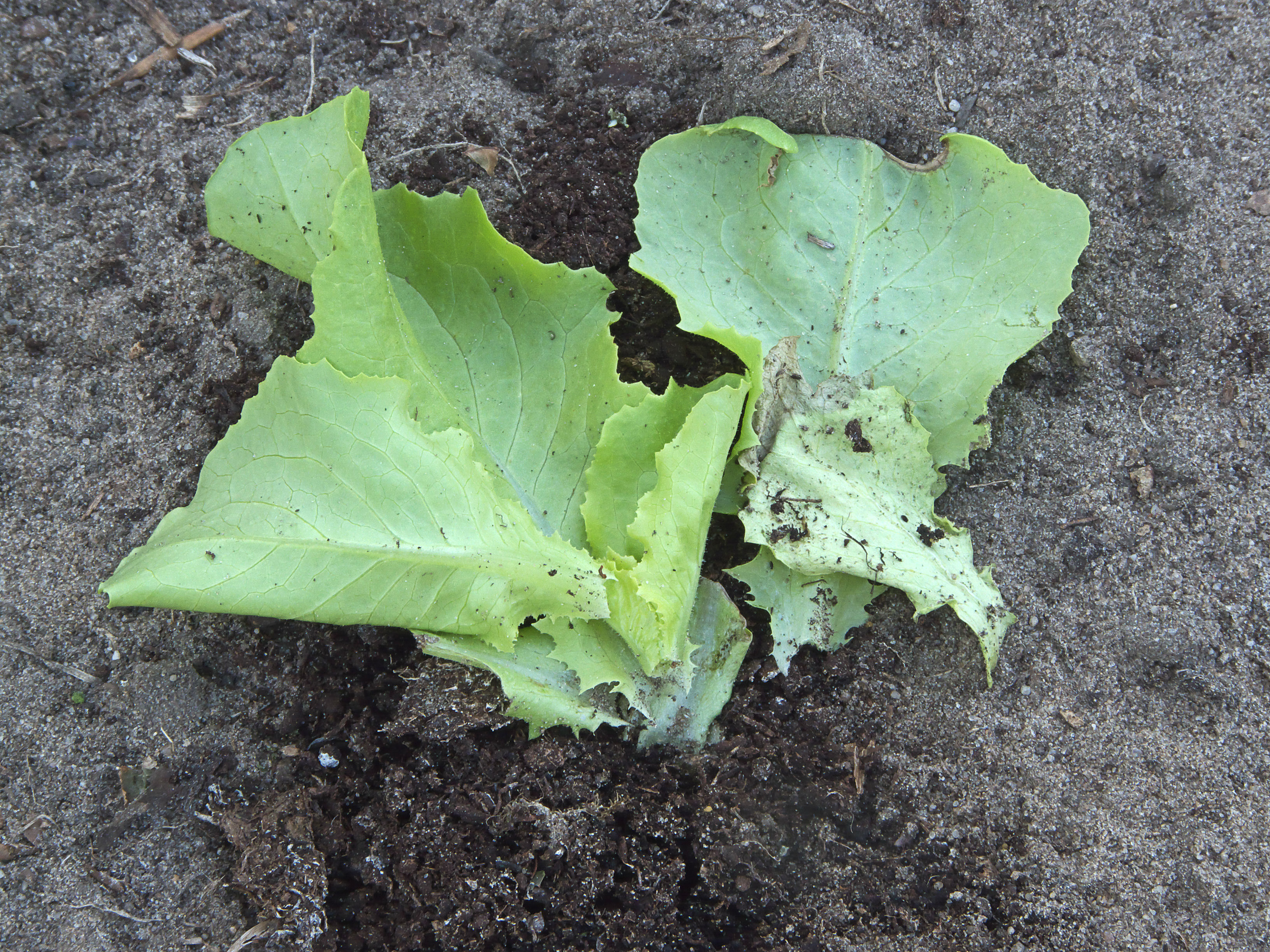
Emeltschade bij botersla
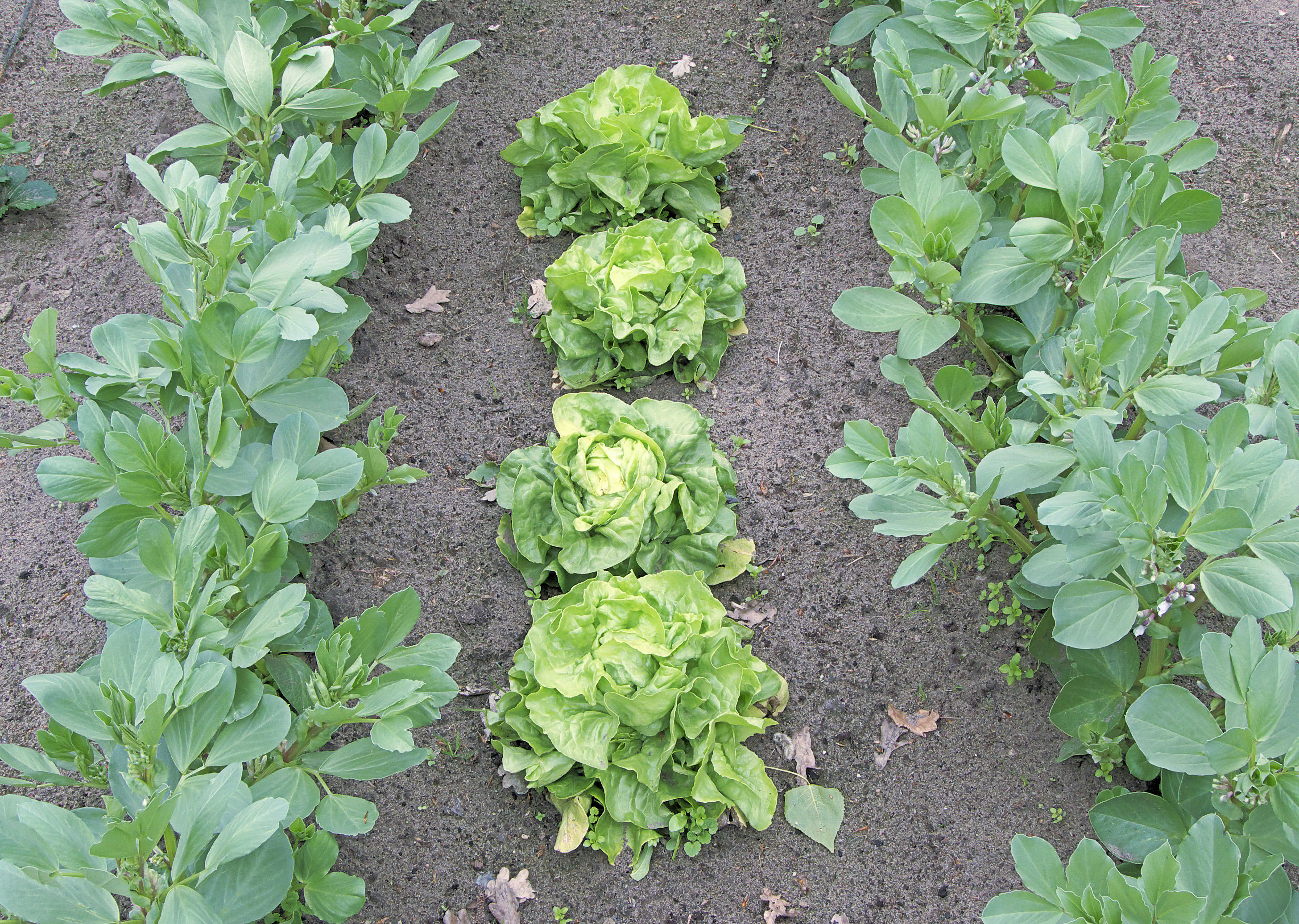
Vroege teelt van botersla tussen tuinboon
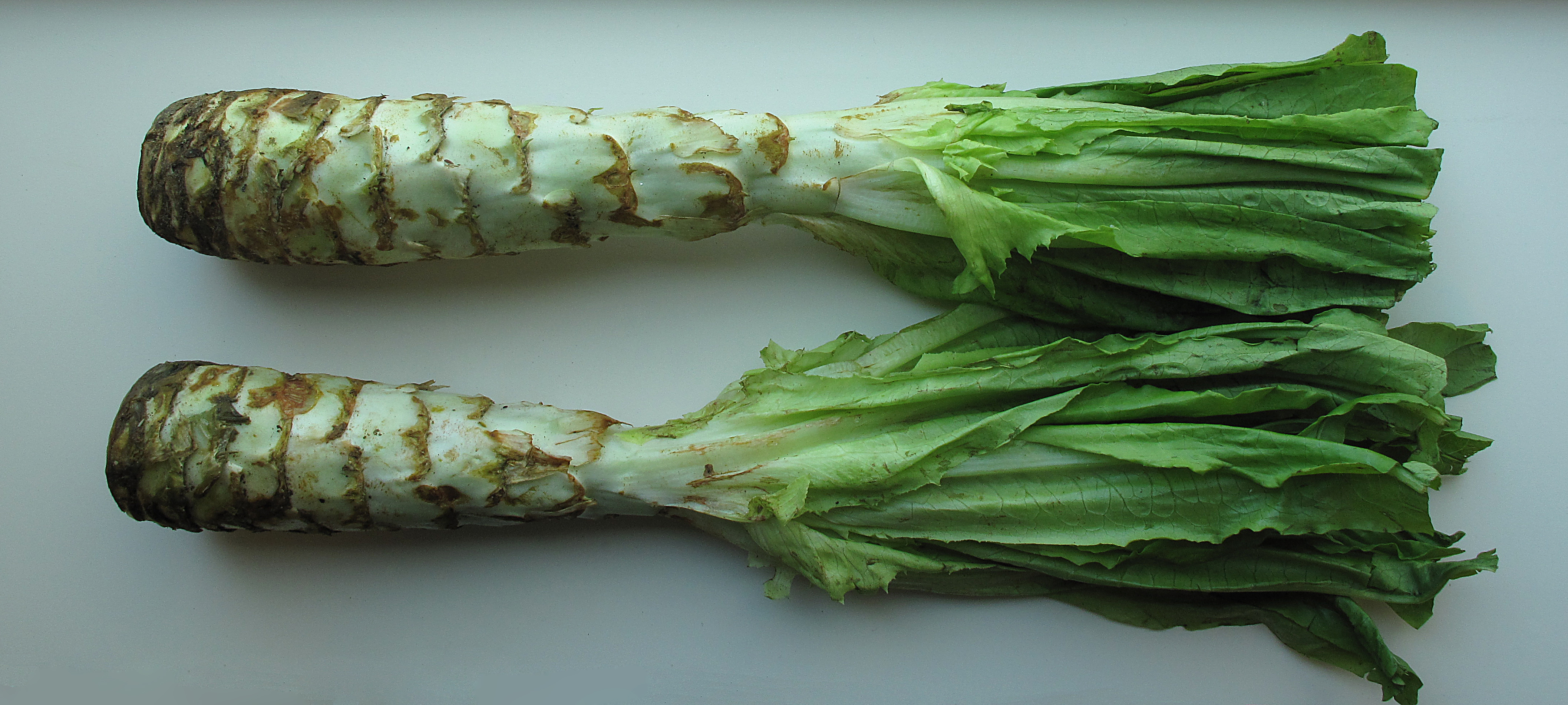
Stengelsla
Lollo bionda
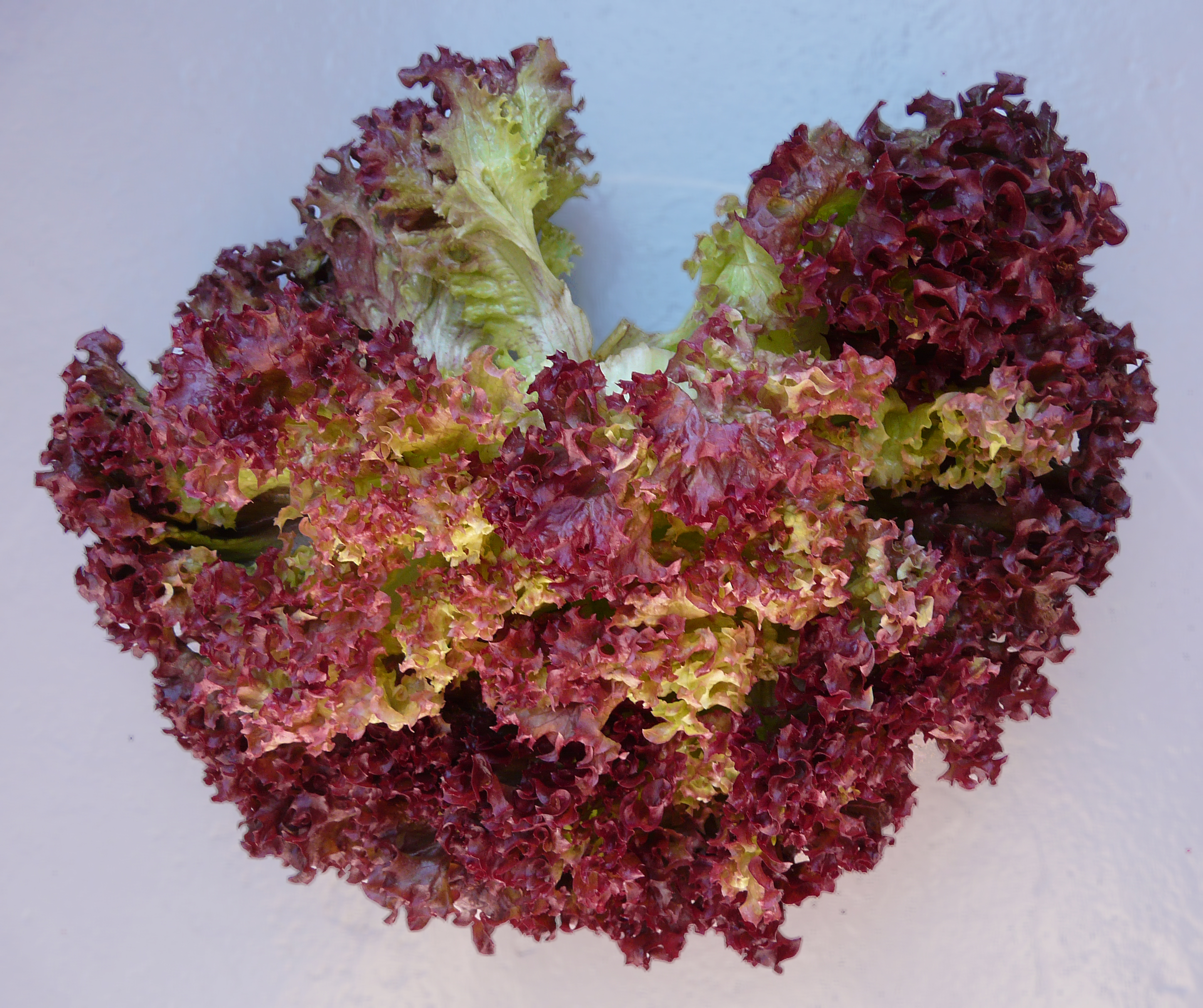
Lollo rossa